# James Elles
James Elles (ur. 3 września 1949 w Londynie) – brytyjski polityk, wieloletni deputowany do Parlamentu Europejskiego (II, III, IV, V, VI i VII kadencji).

## Życiorys
Syn polityk Diany Elles i Neila Patricka Moncrieff Ellesa. Ukończył studia na Uniwersytecie w Edynburgu. W 1976 został urzędnikiem w Komisji Europejskiej na stanowisku asystenta zastępcy jednego z dyrektorów generalnych.
W 1984 z ramienia Partii Konserwatywnej po raz pierwszy został wybrany do Parlamentu Europejskiego. Od tego czasu odnawiał go w kolejnych wyborach (1989, 1994, 1999, 2004, 2009). W V kadencji pełnił funkcję wiceprzewodniczącego grupy chadeckiej. W VII kadencji przystąpił wraz z torysami do nowej grupy pod nazwą Europejscy Konserwatyści i Reformatorzy. Został też członkiem Komisji Budżetowej.
Zajął się również działaniami na rzecz upowszechniania dostępu do Internetu, współtworzył Sieć Polityki Transatlantyckiej i Europejską Fundację Internetową.